# Saint-Pierre-la-Garenne
Saint-Pierre-la-Garenne is een gemeente in het Franse departement Eure (regio Normandië). De plaats maakt deel uit van het arrondissement Les Andelys. Saint-Pierre-la-Garenne telde op 1 januari 2022 923 inwoners.

## Geografie
De oppervlakte van Saint-Pierre-la-Garenne bedroeg op 1 januari 2022 7,64 vierkante kilometer; de bevolkingsdichtheid was toen 120,8 inwoners per km².

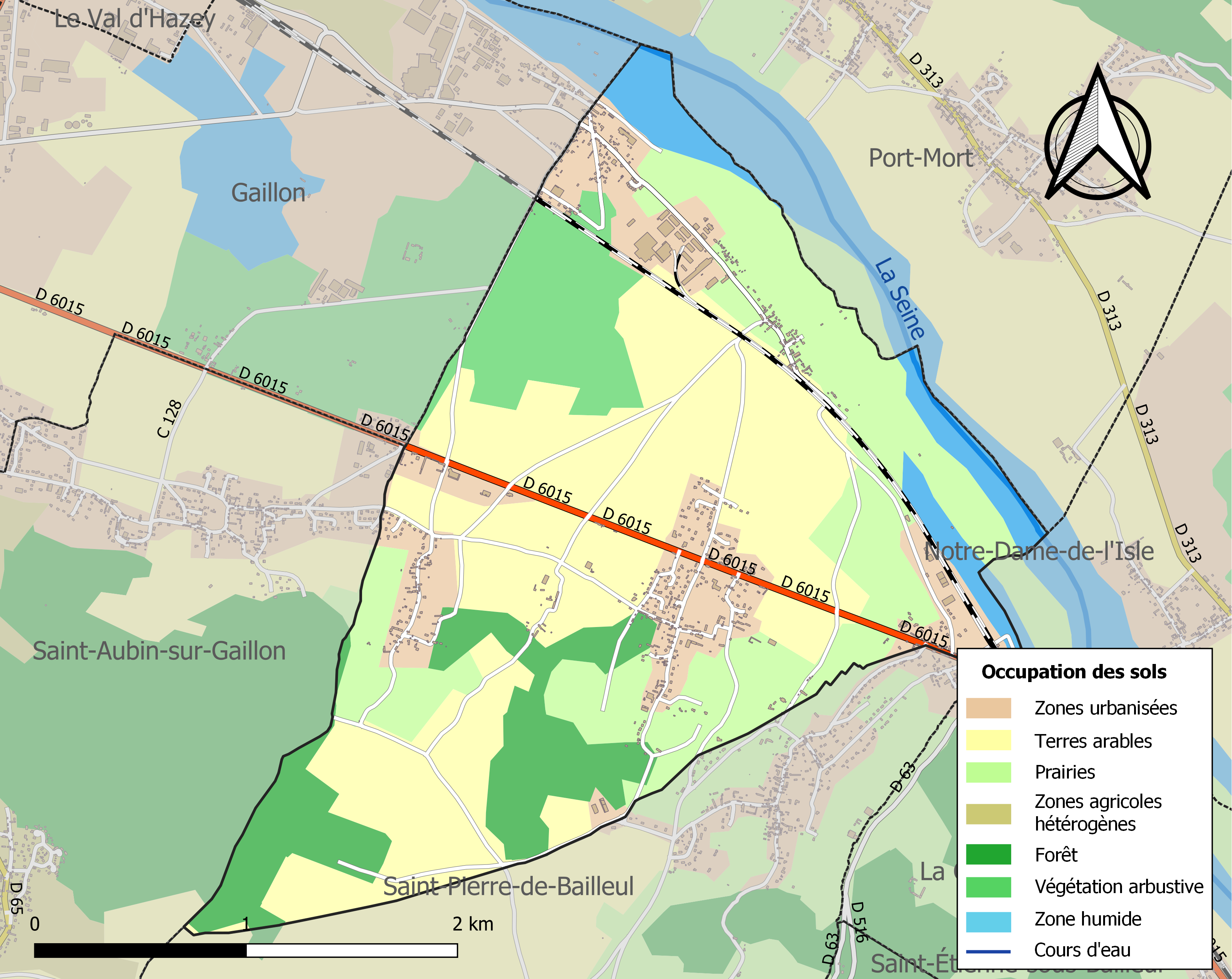
Kaart van de gemeente met belangrijkste infrastructuur, bodemgebruik en omliggende gemeenten

## Demografie
Onderstaande figuur toont het verloop van het inwonertal (bron: INSEE-tellingen).